# Psilochorus texanus
Psilochorus texanus là một loài nhện trong họ Pholcidae. Loài này được phát hiện ở Hoa Kỳ và México.